# Episodi di Line of Fire
La prima e unica stagione della serie televisiva Line of Fire è composta da 13 episodi ed è stata trasmessa negli Stati Uniti dal ABC dal 2 dicembre 2003 al 30 maggio 2004.
In Italia è andata in onda su Fox dal 24 gennaio 2009 al 25 aprile 2009.
| nº | Titolo originale         | Titolo italiano          | Prima TV USA     | Prima TV Italia  |
| -- | ------------------------ | ------------------------ | ---------------- | ---------------- |
| 1  | Pilot                    | La guerra comincia       | 2 dicembre 2003  | 24 gennaio 2009  |
| 2  | Take the Money and Run   | Sotto copertura          | 9 dicembre 2003  | 31 gennaio 2009  |
| 3  | Undercover Angel         | Ninnananna               | 16 dicembre 2003 | 7 febbraio 2009  |
| 4  | Mockingbird              | Prendi i soldi e scappa  | 23 dicembre 2003 | 14 febbraio 2009 |
| 5  | Boom, Swagger, Boom      | Vite in vendita          | 30 dicembre 2003 | 21 febbraio 2009 |
| 6  | Best Laid Plans          | Apparenze ingannevoli    | 6 gennaio 2004   | 28 febbraio 2009 |
| 7  | I'm Your Boogie Man      | L'uomo nero              | 13 gennaio 2004  | 7 marzo 2009     |
| 8  | Mother and Child Reunion | Genitori                 | 27 gennaio 2004  | 14 marzo 2009    |
| 9  | The Senator              | Senso di colpa           | 3 febbraio 2004  | 21 marzo 2009    |
| 10 | Born to Run              | Il prezzo                | -                | 28 marzo 2009    |
| 11 | This Land Is Your Land   | Sulle tracce di Al Qaeda | -                | 11 aprile 2009   |
| 12 | Eminence Front (Part 1)  | Vendetta (Parte 1)       | 30 maggio 2004   | 18 aprile 2009   |
| 13 | Eminence Front (Part 2)  | Vendetta (Parte 2)       | 30 maggio 2004   | 25 aprile 2009   |